# 10, 9, 8, 7, 6, 5, 4, 3, 2, 1
Albums de Midnight Oil
Place without a Postcard
(1981) Red Sails in the Sunset
(1984)
Singles
1. US Forces
Sortie : novembre 1982
2. Power and the Passion
Sortie : mars 1983
3. Read About It
Sortie : 1983

10, 9, 8, 7, 6, 5, 4, 3, 2, 1 est le quatrième album studio du groupe de rock australien Midnight Oil, sorti en novembre 1982.
Il connaît un important succès en Australie où il se classe 3e dans les charts, y totalisant 171 semaines de présence. Il est certifié septuple disque de platine dans ce pays en 2014.
Le groupe, distribué désormais plus largement dans le monde par CBS et Columbia, commence à se faire entendre hors d'Australie et de Nouvelle-Zélande. Le contrat passé avec CBS exclut toute intervention ou pression du label concernant les paroles des chansons, d'autant que sur cet album radicalement antimilitariste et antinucléaire, le groupe critique tout particulièrement la politique d'armement des États-Unis,. Bien que boycotté par les médias dans ce pays, l'album entrera dans le Billboard 200.
Dans la lignée du thème principal du précédent album, Midnight Oil s'en prend de nouveau à l'oisiveté de ses compatriotes australiens sur le titre Power and the Passion qui sort en single et atteint la 8e place des charts en Australie, et la 4e en Nouvelle-Zélande, devenant à cette époque le plus gros succès du groupe,.
Le groupe, qui coproduit l'album avec Nick Launay, fait preuve d'inventivité dans les arrangements. Sonorités synthétiques, cuivres, cordes, viennent se méler au rock énergique habituel de la formation, la structure des morceaux se complexifie. 

## Liste des titres
| 1. | Outside World   | Jim Moginie                         | 4:24 |
| 2. | Only the Strong | - Rob Hirst - Moginie               | 4:31 |
| 3. | Short Memory    | - Peter Garrett - Hirst - Moginie   | 3:52 |
| 4. | Read About It   | - Garrett - Hirst - Moginie         | 3:52 |
| 5. | Scream In Blue  | - Garrett - Moginie - Martin Rotsey | 6:22 |

| 1. | US Forces                              | - Garrett - Moginie                                  | 4:06 |
| 2. | Power and the Passion                  | - Garrett - Hirst - Moginie                          | 5:39 |
| 3. | Maralinga                              | - Garrett - Moginie                                  | 4:44 |
| 4. | Tin Legs & Tin Mines                   | - Garrett - Moginie - Rotsey                         | 4:28 |
| 5. | Somebody's Trying to Tell Me Something | - Garrett - Peter Gifford - Hirst - Moginie - Rotsey | 3:58 |

- Note: Maralinga est une zone reculée de l'Australie-Méridionale où le gouvernement britannique, avec l'accord du gouvernement australien, procéda à des essais nucléaires entre 1952 et 1963[11].

## Composition du groupe
- Peter Garrett – chant
- Peter Gifford – basse, chœurs
- Rob Hirst – batterie, chœurs
- Jim Moginie – guitare, claviers
- Martin Rotsey – guitare

Musiciens additionnels :
- Gary Barnacle, Peter Thoms, Luke Tunney - cuivres sur Power & The Passion
- Gisele Scales - violon

## Classements hebdomadaires
| Classement (1982-1984)         | Meilleure place |
| ------------------------------ | --------------- |
| Australie (Kent Music Report)  | 3               |
| Canada (Canadian Albums Chart) | 98              |
| États-Unis (Billboard 200)     | 178             |
| Nouvelle-Zélande (RIANZ)       | 5               |

## Certifications
| Pays             | Certifications | Unités certifiées |
| ---------------- | -------------- | ----------------- |
| Australie (ARIA) | 7 × Platine    | 490 000           |
| France (SNEP)    | Or             | 100 000           |